# Catherine Laborde
Pour les articles homonymes, voir Laborde.
Catherine Laborde est une animatrice de télévision, comédienne et femme de lettres française, née le 8 mai 1951 à Bordeaux (Gironde) et morte le 28 janvier 2025 à L'Île-d'Yeu (Vendée).
Présentatrice météo sur la chaîne TF1 du 11 juillet 1988 jusqu'au 1er janvier 2017, elle y a présenté le bulletin météorologique pendant plus de vingt-huit ans.

## Biographie

### Famille et études
Catherine Marie Noëlle Laborde naît le 8 mai 1951 à Bordeaux d’un père professeur d'anglais, devenu inspecteur d'académie puis enseignant aux États-Unis où il a publié un ouvrage sur la civilisation française. Sa mère, Maria del Pilar, est espagnole et a été membre d'un réseau de résistance franco-britannique. Elle a, de ce fait, été décorée par la reine d'Angleterre[réf. nécessaire].
Elle a deux sœurs, Geneviève et Françoise Laborde, également journaliste. Les trois sœurs accompagnant leurs parents pendant plusieurs étés aux États-Unis (entre 1960 et 1967), y ont été partiellement scolarisées.
Étudiante, Catherine Laborde obtient une maîtrise d'anglais tout en suivant les cours du conservatoire d'art dramatique de Bordeaux, puis elle « monte » à Paris.

### Carrière
Catherine Laborde apparaît dans la série Les Gens de Mogador de Robert Mazoyer, diffusée sur la première chaîne de l'ORTF en décembre 1972 et janvier 1973. En 1973, elle obtient son premier rôle au théâtre à Paris, dans L'Église de Louis-Ferdinand Céline, puis enchaîne avec son premier film, Voyage en Grande Tartarie de Jean-Charles Tacchella.
En janvier 1983, Catherine Laborde et l'acteur Henri Virlogeux sont interviewés par Noël Mamère au journal de 13 h d'Antenne 2, sur la grève des comédiens. Ceux-ci revendiquent une meilleure indemnisation du chômage et leurs droits dérivés (liés à la diffusion d’œuvres sur cassettes de magnétoscopes).
En 1988, TF1 cherche une nouvelle animatrice pour la météo. Françoise Laborde, alors responsable au service économique de TF1, incite sa sœur à poser sa candidature ; elle est engagée comme présentatrice après avoir passé un essai ; elle présente son premier bulletin le 11 juillet de la même année. Elle présente le plus souvent les bulletins avant et après les journaux de 13 h et 20 h de la chaîne, ainsi que sur LCI à partir de 1994.
De 1990 à 1993, elle anime également sur FR3 puis France 3 une émission bi-hebdomadaire, Parole d'école.
En 1997, elle publie un premier ouvrage avec sa sœur Françoise. D'autres suivront, romans ou essais.
À partir de 2003, elle présente l'émission de télé-achat sur TF1 Télévitrine, jusqu'au 5 novembre 2011. Elle est remplacée par Michel La Rosa.
En janvier 2007 et en septembre 2011, elle remporte Le Grand Concours des animateurs, un quiz diffusé en première partie de soirée sur TF1 et présenté par Carole Rousseau avec comme candidats des animateurs et animatrices de télévision. Elle participe en novembre 2011 à l'émission Sosie ! Or Not Sosie ? présentée par Vincent Cerutti sur la même chaîne. Elle est également candidate en duo (notamment avec Liane Foly) à Qui veut gagner des millions ? « spéciales associations » sur TF1.
Le 14 juillet 2012, elle participe au jeu Fort Boyard sur France 2 avec Gaël Leforestier, Sheryfa Luna, Julie Raynaud, Jimmy Briand et Rod Fanni pour l'association « Face au monde »,.
À partir d'octobre 2012, elle interprète son premier seul en scène, Avec le temps, au théâtre du Petit-Gymnase à Paris, écrit avec Guy Carlier et François Rollin.
Le 12 avril 2013, elle participe au prime-time de Money Drop sur TF1, pour le Secours populaire, en duo avec Emmanuel Moire[réf. souhaitée].
Le 20 juillet 2013, elle participe à l'émission Les Douze Coups de soleil (une émission spéciale du jeu Les Douze Coups de midi) sur TF1 pour l'association « Les Toiles enchantées ». Elle joue en duo avec Xavier, l'un des « grand maîtres » de midi (premier grand maître de midi à ce moment-là).[réf. souhaitée]
Le 1er janvier 2017, Catherine Laborde présente son ultime bulletin météo sur TF1, à 65 ans et après vingt-huit ans de service, et remercie à la fin du bulletin les téléspectateurs de l'avoir suivie durant toute cette période,. L'annonce de son départ est révélée avec « surprise » à la fin du journal télévisé de 20 h, présenté ce soir-là par Audrey Crespo-Mara. Dans une interview donnée à RTL le 1er janvier 2017, elle indique que c'est elle qui a fait ce choix : « C'est ma décision. Je ne dis pas que c'est ma volonté mais un désir », précise que « le déclic est arrivé quand, j'ai vu dans cet endroit que j'aime tant, TF1, un tas de jeunes gens dont j'aurais pu être la mère, voire la grand-mère. » Durant ces vingt-huit années, elle a alterné la présentation des bulletins avec Michel Cardoze (jusqu'en 1991), Alain Gillot-Pétré (jusqu'en 1999), François Fandeux (de 1989 à 1995), Évelyne Dhéliat (à partir de 1991), Sébastien Folin (de 2001 à 2009), Véronique Touyé (en 2009) et Louis Bodin (à partir de 2010)[réf. souhaitée].
À partir de février 2017, elle tient une chronique vidéo hebdomadaire dans le magazine Le Point,.
En mars 2017, elle apporte son soutien à une jeune fille atteinte de trisomie 21 qui souhaitait présenter un journal météo à la télévision. Très touchée par cette cause, le 21 mars, elle fait part publiquement de son engagement auprès d'Emmanuel Macron, candidat à l'élection présidentielle française de 2017. Elle affirme à ce propos que le handicap est un sujet « qui lui tient particulièrement à cœur » et avoir trouvé chez Emmanuel Macron un « homme qui disait des phrases qui résonnaient en moi ». Le même jour, elle est invitée comme « experte médias » dans l'émission Touche pas à mon poste ! sur C8. En avril, elle devient l'une des chroniqueuses de l'émission.

### Vie privée
Catherine Laborde est la mère de deux filles, Gabrielle (née en 1986) et Pia (née en 1990).

### Maladie et mort

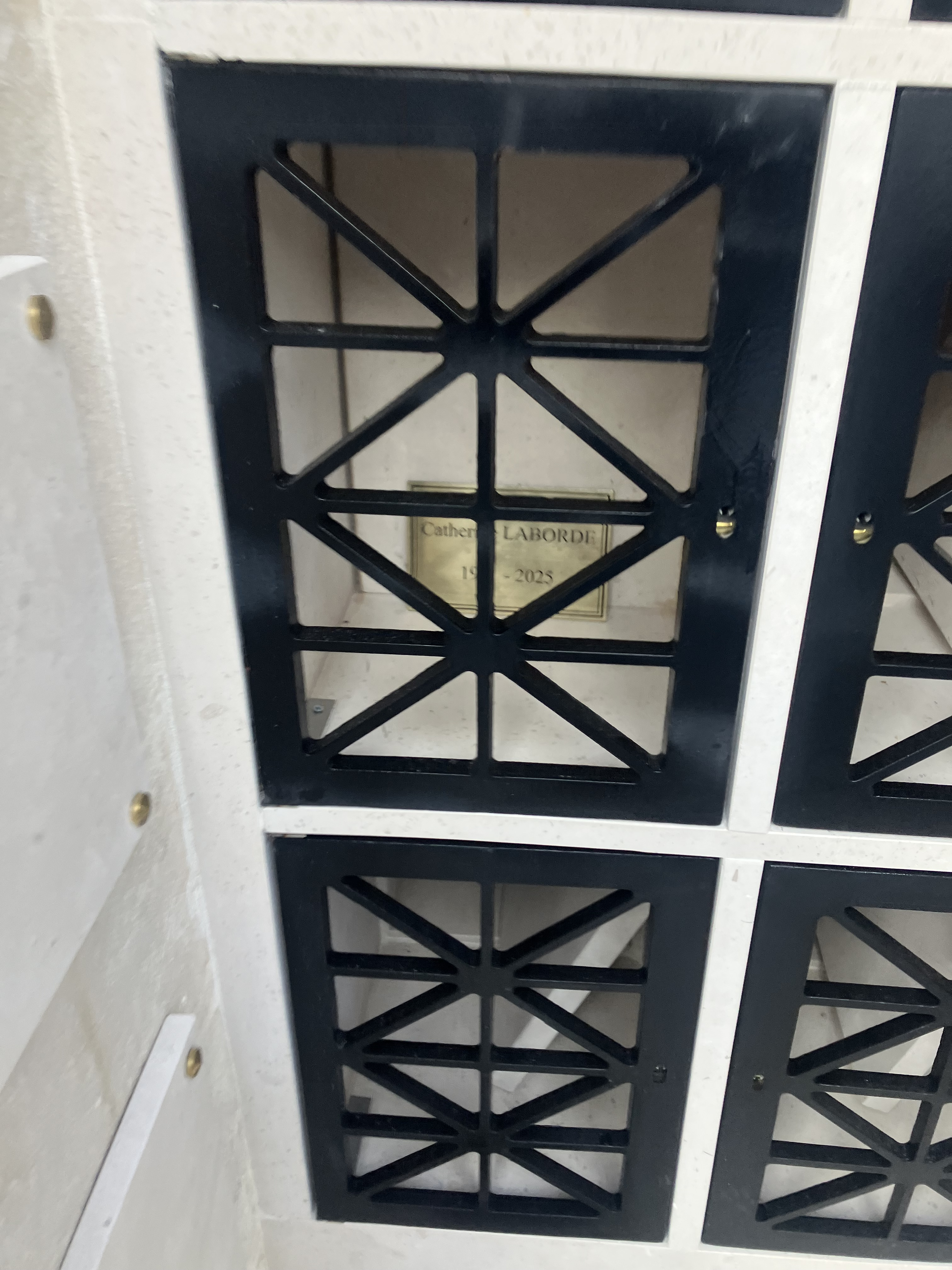
Plaque cinéraire de Catherine Laborde au cimetière du Montparnasse (division 28).

En octobre 2018, Catherine Laborde révèle être atteinte de la maladie de Parkinson depuis quatre ans, ce qui l’empêche de faire du vélo, porter des talons ou même écrire. En décembre 2018, elle précise qu'il s'agit en fait d'une démence à corps de Lewy,.
Catherine Laborde meurt le 28 janvier 2025 à l'âge de 73 ans, entourée de ses proches dans sa maison de L'Île-d'Yeu en Vendée,. Son décès provoque de nombreuses réactions au sein du monde médiatique et politique, dont un communiqué de la présidence de la République regrettant la disparition d'une « grande vedette populaire ».
Ses obsèques ont lieu le 6 février, en l'église Saint-Roch dans le 1er arrondissement de Paris. Incinérée au crématorium du Père-Lachaise, ses cendres sont ensuite inhumées dans la plus stricte intimité au cimetière du Montparnasse (division 28, chapelle cinéraire commune).

## Filmographie

### Cinéma
- 1974 : Les Filles de Malemort de Daniel Daërt : la souillon
- 1974 : Voyage en Grande Tartarie de Jean-Charles Tacchella : Paméla
- 1975 : Cousin, Cousine de Jean-Charles Tacchella : la pharmacienne
- 1979 : Il y a longtemps que je t'aime de Jean-Charles Tacchella : la jeune skieuse
- 1981 : Croque la vie de Jean-Charles Tacchella : Lola
- 1982 : Casting d'Arthur Joffé

### Télévision
- 1972 : Les Gens de Mogador de Robert Mazoyer (série) : Henriette Royer-Vernet
- 1973 : La Nuit des lilas
- 1975 : Les Enquêtes du commissaire Maigret : Paulette Parendon, dite Bambi (épisode Maigret hésite de Claude Boissol)
- 1977 : Les Enquêtes du commissaire Maigret : rôle indéterminé (épisode L'Amie de madame Maigret de Marcel Cravenne)
- 1978 : Meurtre sur la personne de la mer de Michel Subiela : Irène[27]
- 2016 : Mission : Évelyne : elle-même (épisode 1)

### Doublage
- 1984 : Wingman : Sophie, Jocelyne (voix)
- 1986 : Juliette, je t'aime : Suzanne (voix)[28].

## Théâtre
- 1973 : L'Église de Louis-Ferdinand Céline, mise en scène François Joxe, compagnie « Le Chantier Théâtre », théâtre des Deux-Portes, théâtre de la Plaine, théâtre des Mathurins : Janine / une danseuse
- 1980 : L'Habilleur de Ronald Harwood, mise en scène Stéphan Meldegg, théâtre de la Michodière
- 2000 : Comédie de Samuel Beckett, mise en scène Christian Rist, La Maroquinerie, Théâtre de la Tempête, tourné France
- 2012 : Avec le temps, théâtre du Petit-Gymnase
- 2016 : Il était une fable, théâtre Le Ranelagh

## Radio
- 1981 : La dame aux miroirs de Bernard Da Costa : « Les tréteaux de la nuit ». France Inter, réalisé par Georges Godebert, avec Rosy Varte, Henri Labussière, Jean Gastaut, Hélène Sielka, Danielle Coffet, Jacques Bretonnière, Pierre Destailles, Bruno Balp et Emmanuel Pierson.

## Émissions de télévision
- 1988-2017 : Bulletin météorologique de (TF1) : présentatrice
- 1990-1993 : Parole d'école (FR3, puis France 3)
- 1999 : 5 millions pour l'an 2000, avec Évelyne Dhéliat (TF1)
- 2003-2011 : Télévitrine (TF1)
- 2003 : Catastrophes météorologiques (13e rue)
- Juillet 2012 : Fort Boyard[10] : candidate
- Avril 2017 : Touche pas à mon poste ! (C8) : chroniqueuse
- Décembre 2018 : La planète est-elle (vraiment) foutue ? (C8)[21] : présentatrice météo
- Avril 2019 : Balance ton post ! (C8) : invitée
- Octobre 2020 : Sept à huit (TF1)[29] : invitée
- Octobre 2020 : C à vous : invitée

## Publications
- Avec Françoise Laborde, Des sœurs, des mères et des enfants, éditions Jean-Claude Lattès, 1997, 223 p. (ISBN 978-2-7096-1820-5).
- Le mauvais temps n'existe pas, éditions du Rocher, 26 mai 2005, 305 p. (ISBN 978-2-268-05464-3).
- La douce joie d'être trompée, éditions Anne Carrière, 14 février 2007, 224 p. (ISBN 978-2-84337-416-6).
- Maria del Pilar, éditions Anne Carrière, 8 avril 2009, 169 p. (ISBN 978-2-84337-510-1).
- Avec Thomas Stern, Si tu ne m'aimes pas, je t'aime, éditions Flammarion, 3 février 2010, 352 p. (ISBN 978-2-08-123347-8).
- Les chagrins ont la vie dure : Et si un enfant entrait dans votre vie ?, éditions Flammarion, 10 février 2016, 240 p. (ISBN 978-2-08-128051-9).
- Trembler, édition Plon, 11 octobre 2018, 160 p. (ISBN 978-2-259-26529-4).
- Avec Thomas Stern, Amour malade : Quand aimer devient aider, Plon, 8 octobre 2020, 272 p. (ISBN 978-2-259-30448-1).